# Schein & Sein
Schein & Sein ist ein 2012 erschienenes Musikalbum der Gruppe Pur.

## Entstehung und Veröffentlichung
Nach Veröffentlichung des Albums Wünsche im Jahr 2009 und folgender Tournee kam es zu grundlegenden Veränderungen in der Gruppe: Das Gründungsmitglied Roland Bless verließ Pur und wurde offiziell durch Martin Ansel ersetzt, der als Gastmusiker und Produzent bereits langjährig mit der Gruppe zusammengearbeitet hatte. Die Gruppe widmete sich zunächst jedoch einem Akustikprojekt (Live die Dritte – Akustisch, 2010) und ging 2011 auf Akustik-Tour.
Die Lieder des Albums entstanden zwischen Frühjahr 2011 und Sommer 2012. Im Gegensatz zu früheren Alben verarbeitete Hartmut Engler auf Schein & Sein keine persönlichen Krisen. Das Album stand von Beginn an unter dem Thema Lüge und Wahrheit, sodass diesmal der Text im Fokus stand und die Musik den Texten angepasst wurde. Dennoch handelt es sich nicht um ein Konzeptalbum.
Am 26. Oktober 2012 wurde mit Der bestmögliche Versuch die erste Single des Albums vorausgekoppelt; sie erreichte Platz 33 der deutschen Singlecharts. Die zweite Vorauskopplung Stark, die Engler für seine Söhne geschrieben hat, konnte sich nicht in den Charts platzieren. In Sacre-Cœur und Leonie Tamina verarbeitete Engler Selbsterlebtes; Lucy handelt von seiner Hauskatze, die auch auf dem Album-Cover an roten Ballons schwebend zu sehen ist. Das Album-Cover selbst zeigt unter anderem die Mitglieder von Pur als Fantasiecharaktere.
Pur stellte das Album Schein & Sein erstmals im Herbst 2012 vor 500 Fans im Rahmen einer einwöchigen Fanreise mit Konzert auf Zypern vor. Das neue Album wurde am 16. November 2012 veröffentlicht und erreichte Platz zwei der deutschen Albumcharts. Es war das erste Album von Pur seit Seiltänzertraum (1993), das die Spitze der Charts nicht erreichte.
Die Deutschland-Tour zum Album sollte am 15. Februar 2013 in der Dortmunder Westfalenhalle starten; die Vorpremiere war für den 13. Februar 2013 im Gerry-Weber-Stadion in Halle (Westf.) geplant. Aufgrund einer Stimmbandreizung Hartmut Englers wurden die ersten Konzerte der Tournee jedoch verschoben, sodass der Tourauftakt schließlich am 23. Februar 2013 in der Olympiahalle München stattfand. Das letzte Konzert der Tour war für den 5. März 2013 in der Kölner Lanxess-Arena geplant, das letzte Nachholkonzert der Tour fand schließlich am 23. März 2013 in der Dortmunder Westfalenhalle statt. Am 14. Juni 2013 erschien mit Schein & Sein – Live aus Berlin die DVD zur Tour.

## Titelliste

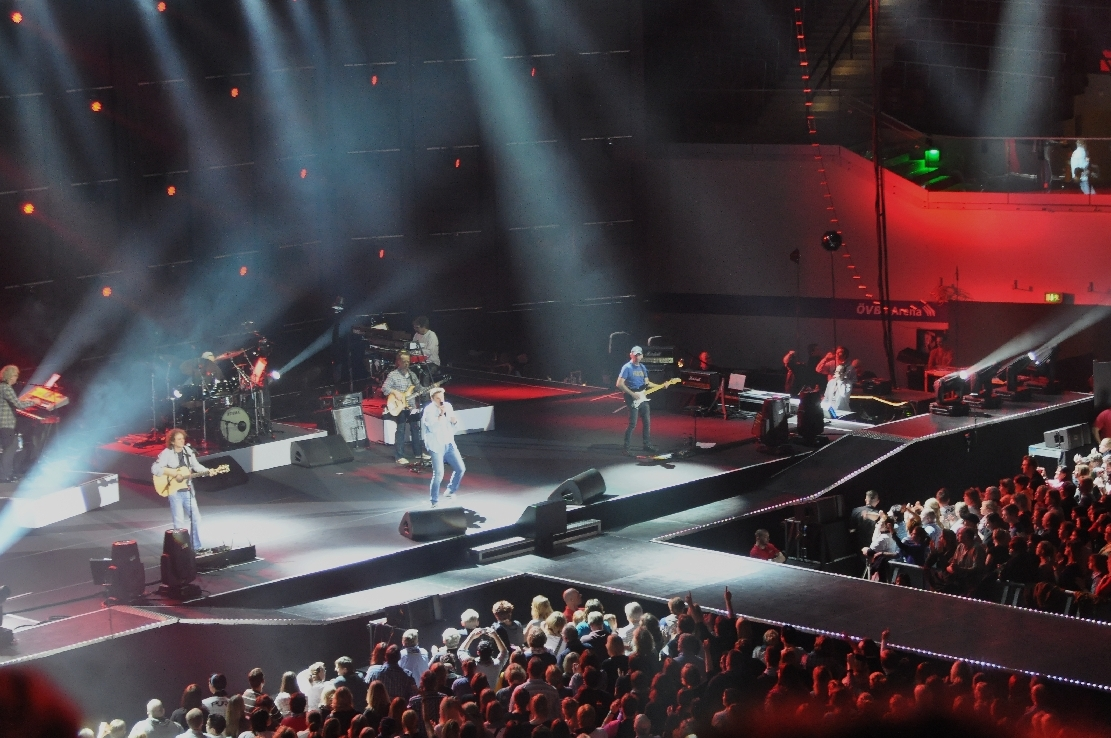
Pur während eines Nachholkonzerts in der Bremer ÖVB-Arena am 20. März 2013

1. Schein und Sein – 3:41
2. Ich bin dein Lied – 3:32
3. Stark – 3:48
4. Sacre-Cœur – 3:43
5. Frei – 4:14
6. Der bestmögliche Versuch – 3:35
7. Geht es dir gut – 4:53
8. Jedes Mal – 4:32
9. Du lügst – 3:51
10. Lucy – 3:44
11. Leonie Tamina – 5:10
12. Hohlraumversiegelung – 2:58
13. Parkbank – 3:50
14. Der Trick dabei – 4:22

## Rezeption

### Rezensionen
„Die Musiker aus dem Stuttgarter Raum bleiben ihrem Stil treu. Eingängiger Deutschpop, unaufgeregt arrangiert“, befand die Märkische Allgemeine. Auf dem Album seien „eingängige Songs, handwerklich sauber, aber harmlos und teils peinlich wie ein Liebeslied, das Hartmut Engler für seine Katze singt“, schrieb die Sächsische Zeitung.
Die Aachener Zeitung nannte das Album einen „weitere[n] Erfolgsgarant, bei dem musikalisch nahezu alle Register gezogen wurden. So reicht das musikalische Spektrum von melodischen E-Gitarren-Riffs bis zu Klavierballaden.“ „Pop mit Rock-Anleihen und Klavierballaden bestimmen ‚Schein & Sein‘“, fasste die Leipziger Volkszeitung zusammen.

### Charts und Chartplatzierungen
Schein & Sein erreichte in Deutschland Rang zwei der Albumcharts und platzierte sich drei Wochen in den Top 10 und 31 Wochen in den Top 100. Darüber hinaus erreichte das Album ebenfalls die Chartspitze der deutschen Independentcharts. In Österreich erreichte das Album in zwei Chartwochen mit Rang 44 seine höchste Chartnotierung, in der Schweizer Hitparade bei vier Chartwochen mit Rang 28. 2012 platzierte sich Schall & Sein auf Rang 26 der deutschen Album-Jahrescharts.
Für Pur ist Schein & Sein der 16. Charterfolg in den deutschen Albumcharts sowie jeweils der zehnte in Österreich und der Schweiz. In Deutschland ist es der 13. Top-10-Erfolg der Band.
| ChartsChartplatzierungen | Höchstplatzierung | Wochen |
| ------------------------ | ----------------- | ------ |
| Deutschland (GfK)        | 2 (31 Wo.)        | 31     |
| Österreich (Ö3)          | 44 (2 Wo.)        | 2      |
| Schweiz (IFPI)           | 28 (4 Wo.)        | 4      |

| ChartsJahrescharts (2012) | Platzierung |
| ------------------------- | ----------- |
| Deutschland (GfK)         | 26          |

### Auszeichnungen für Musikverkäufe
| Land/Region        | Auszeichnungen für Musikverkäufe (Land/Region, Auszeichnung, Verkäufe) | Verkäufe |
| ------------------ | ---------------------------------------------------------------------- | -------- |
| Deutschland (BVMI) | Platin                                                                 | 200.000  |
| Insgesamt          | 1× Platin ·                                                            | 200.000  |